# Monte Juriques
Lo Juriques è un vulcano del Sud America situato al confine tra Cile e Bolivia.
A meno di 5 km è posto il vulcano Licancabur, e ai suoi piedi si trova la Laguna Verde.